# Фестиваль Fantasporto 1987 года
Фестиваль фантастических фильмов «Fantasporto» (порт. VII Festival Internacional de Cinema Fantástico - Mostra de Cinema Fantástico) проходил с 7 по 16 февраля 1987 года в городе Порту (Португалия).

## Лауреаты конкурса полнометражных лент
Лучший фильм — «Защита империи» (Defense of the Realm), Великобритания, 1985, режиссёр Дэвид Друри
Лучший режиссёр — Педро Альмодовар за фильм «Матадор» (Matador), Испания, 1986
Лучший актёр — Гэбриэл Бирн за роли в фильмах «Защита империи» и «Готика», Великобритания, 1986.
Лучшая актриса — Жюльетта Серрано за роль в фильме за фильм «Матадор» (Matador), Испания, 1986
Лучшие спецэффекты — фильм «Готика» (Gothic), Великобритания, 1986
Приз критики — «Защита империи» (Defense of the Realm), Великобритания, 1985, режиссёр Дэвид Друри
Приз зрителей — «Куджо» (Cujo), США, 1986, режиссёр Льюис Тиг

## Другие участники конкурсной программы
- Странная история мистера Джекилла и доктора Хайда, СССР, 1986, режиссёр Александр Орлов
- Подземка (Subway), Франция, 1986, Режиссёр Люк Бессон
- Муха (The Fly), США, 1986, режиссёр Дэвид Кроненберг
- В стеклянной клетке, Испания, 1987, режиссёр Агустин Вильяронга